# De Smet (South Dakota)
De Smet er en amerikansk by og administrativt centrum for det amerikanske county Kingsbury County i staten South Dakota. I 2000 havde byen et indbyggertal på 1.164.

## Ekstern henvisning
- De Smets hjemmeside (engelsk) Arkiveret 27. november 2020 hos  Wayback Machine

44°23′09″N 97°33′06″V / 44.3858°N 97.5517°V